# European Community on Computational Methods in Applied Sciences
La European Community on Computational Methods in Applied Sciences (ECCOMAS) è un'organizzazione scientifica europea fondata nel 1993. Raggruppa 23 associazioni europee con focus su metodi computazionali nelle scienze applicate. La missione è la promozione della cooperazione tra università, centri di ricerca, e industria per lo sviluppo di metodi numerici per il calcolo scientifico in ingegneria e scienze applicate. L'ECCOMAS Congress si tiene ogni 4 anni, mentre le conferenze tematiche avvengono ogni 2 anni (al 2023 si registrano 30 conferenze tematiche).

## Premi
ECCOMAS conferisce tre medaglie, due premi a giovani ricercatori, e due premi alle migliori tesi di dottorato:
- Ritz-Galerkin medal[2] - È il premio più prestigioso da parte di ECCOMAS. Assegnata ogni 4 anni per contributi eccezionali nel campo dei metodi computazionali per le scienze applicate, sviluppati nella maggior parte della carriera professionale dei premiati.
- Euler medal[2] - Assegnata ogni 2 anni per risultati eccezionali nel campo della meccanica dei solidi e delle strutture, in termini di studio di modelli matematici e sviluppo di metodi numerici.
- Prandtl medal[2] - Assegnata ogni 2 anni per risultati eccezionali nel campo della fluidodinamica computazionale, in termini di studio di modelli matematici e sviluppo di metodi numerici.
- O. Zienkiewicz young investigator award[3] - Assegnato ogni 2 anni a giovani ricercatori per risultati eccezionali nell'ambito del calcolo scientifico.
- J.L. Lions young investigator award[3] - Assegnato ogni 2 anni a giovani ricercatori per risultati eccezionali nell'ambito dell'analisi numerica.
- PhD awards[4] - Assegnati annualmente.

### Vincitori delle medaglie[5]
| Ritz-Galerkin medal | Ritz-Galerkin medal         | Prandtl medal | Prandtl medal                           | Euler medal | Euler medal                        |
| ------------------- | --------------------------- | ------------- | --------------------------------------- | ----------- | ---------------------------------- |
| 2008                | Prof. Giulio Maier, Italia  | 2008          | Prof. Antonio Huerta, Spagna            | 2008        | Prof. Peter Wriggers, Germania     |
|                     |                             | 2010          | Prof. Ken Morgan, Regno Unito           | 2010        | Prof. Bernhard Schrefler, Italia   |
| 2012                | Prof. Erwin Stein, Germania | 2012          | Prof. Roger Ohayon, Francia             | 2012        | Prof. Herbert Mang, Austria        |
|                     |                             | 2014          | Prof. Sergio Idelsohn, Argentina        | 2014        | Prof. Franco Brezzi, Italia        |
| 2016                | Prof. Franco Brezzi, Italia | 2016          | Prof. Wolfgang A. Wall, Germania        | 2016        | Prof. Ferdinando Auricchio, Italia |
|                     |                             | 2018          | Prof. Ramon Codina, Spagna              | 2018        | Prof. Ekkehard Ramm, Germania      |
| 2020                | Prof. Eugenio Oñate, Spagna | 2020          | Prof. Spencer Sherwin, Regno Unito      | 2020        | Prof. Alessandro Reali, Italia     |
|                     |                             | 2022          | Prof. Harald Van Brummelen, Paesi Bassi | 2022        | Prof. Alfio Quarteroni, Italia     |

## Presidenti
Di seguito l'elenco dei presidenti dell'ECCOMAS: 
- Jacques Périaux (1993 - 1996)
- Oskar Mahrenholtz (1996 - 2000)
- Eugenio Oñate (2000 - 2004)
- Herbert Mang (2005 - 2009)
- Manolis Papadrakakis (2009 - 2013)
- Ekkehard Ramm (2013 - 2017)
- Michał Kleiber (2017 - 2021)[7]
- Ferdinando Auricchio (2021 - presente)[8]